# Еразмус фон Вертхайм
Еразмус/Азмус фон Вертхайм (на немски: Erasmus/Asmus zu Wertheim, Graf von Wertheim-Breuberg; † 28 февруари 1509) е граф на Вертхайм-Бройберг в Хесен.
Той е по-малкият син на граф Вилхелм I фон Вертхайм (1421 – 1482), бургграф на Милтенберг, и съпругата му графиня Агнес фон Изенбург-Бюдинген (1448 – 1497), дъщеря на граф Дитер I фон Изенбург-Бюдинген († 1461) и графиня Елизабет фон Золмс-Браунфелс († 1451). Брат е на Михаел II фон Вертхайм († 1531), граф на Вертхайм-Бройберг.

## Фамилия
Еразмус/Азмус фон Вертхайм се жени ок. 7 януари 1489 г. в Мозбах за графиня Доротея фон Ринек-Грюнсфелд-Лауда (* ок. 1440 в Грюнсфелд; † 24 март 1503 също там), наследничка на господство Грюнсфелд в Северен Баден, вдовица на ландграф Фридрих IV фон Лойхтенберг-Грюнсфелд († 19 май 1487), единствено дете на граф Филип I фон Ринек ’Стари’ фон Ринек-Грюнсфелд-Вилдщайн († 1488) и Амалия фон Пфалц-Мозбах (1431 – 1483), дъщеря на пфалцграф Ото фон Мозбах и принцеса Йохана Баварска-Ландсхут. Бракът е бездетен..